# کوناشاو لیکس (پنسیلوانیا)
کوناشاو لیکس (به انگلیسی: Conashaugh Lakes) یک منطقهٔ مسکونی در ایالات متحده آمریکا است که در شهرستان پایک، پنسیلوانیا واقع شده‌است. کوناشاو لیکس ۱٬۲۹۴ نفر جمعیت دارد.